# Accademia spoletina
L'Accademia spoletina, denominata Accademia degli Ottusi fino al 1900, è un'associazione che promuove ricerche storiche, scientifiche, umanistiche ed artistiche nel territorio di Spoleto attraverso conferenze, corsi di studio, concerti, un'intensa attività editoriale e l'apertura al pubblico della biblioteca. L'attuale statuto è stato approvato il 21 luglio 1972. Ha sede all'interno di Palazzo Ancaiani in piazza della Libertà. Dal 2015 è ritornata al nome originale di Accademia degli Ottusi.

## Storia

### La questione delle origini
Non è possibile stabilire con certezza le origini dell'Accademia degli Ottusi. Alcuni storici ne attribuiscono la fondazione a Gioviano Pontano nell'anno 1477, ma nessuna documentazione diretta è arrivata ai giorni nostri. Anche il computo degli anni accademici riportati in alcuni documenti, come patenti e diplomi conservati negli archivi, varia e non sempre riconduce al 1477.
Giuseppe Malatesta Garuffi nel suo testo del 1688 L'Italia Accademica è a favore della data 1477; descrive l'Accademia di Spoleti come una delle prime accademie sorte in Italia, "fin da' tempi del Sannazaro, [...] nata per iniziativa del concittadino Gioviano Pontano, nobile non meno per i natali, che per la profondità della varia erudizione", a cui successe Mario Favonio; sempre secondo il Garuffi, le numerose accademie nate successivamente, sorsero a imitazione di quella spoletina.
In alcuni resoconti di sessioni accademiche sempre secentesche, si fa cenno ad origini ben più antiche e illustri: si fanno risalire addirittura ai tempi di Cicerone; prova ne sarebbe la citazione di un'Accademia di Spoleti nella sua orazione a Lucio Cornelio Balbo.

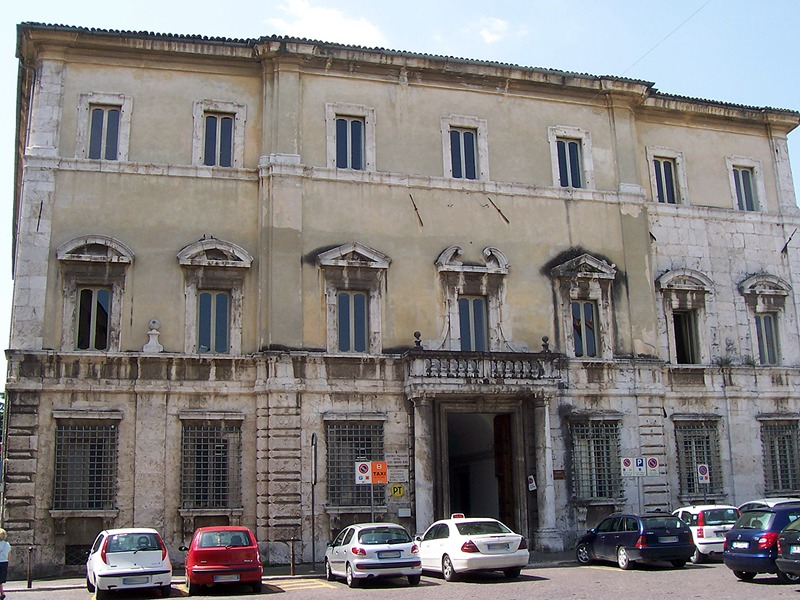
Palazzo Ancaiani

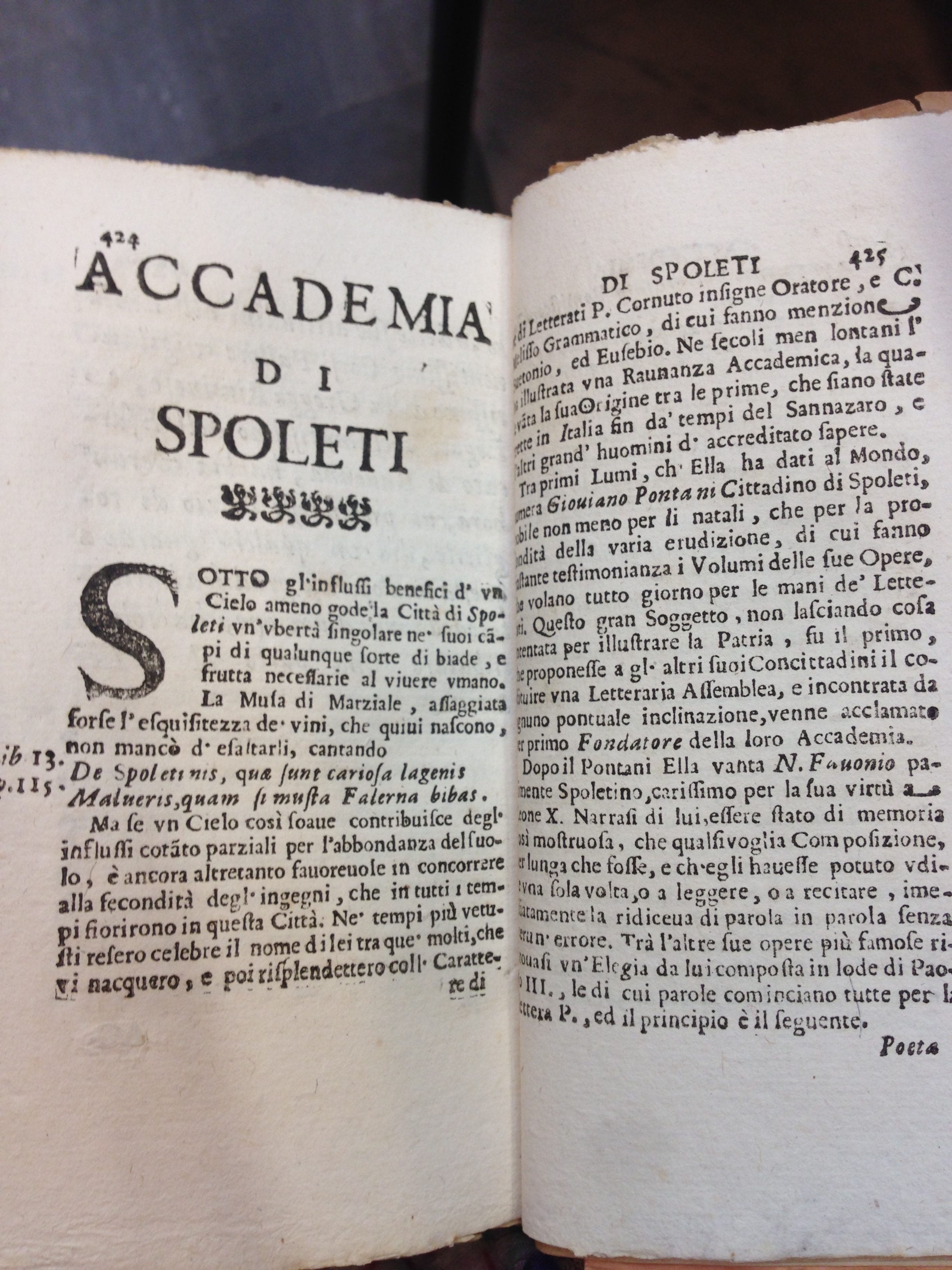
"L'Italia accademica" di G. M. Garuffi, 1688

Decisamente contrario alla data del 1477 è Michele Maylender; egli ritiene che l'attribuzione della fondazione al Pontano sia stata un'invenzione secentesca tesa a rafforzare un mito accademico: si voleva affermare che un quasi spoletino (in realtà Gioviano Pontano era nato a Cerreto di Spoleto), fondatore di un'accademia a Napoli, detta appunto Accademia Pontaniana, per riflesso della fama conseguita altrove, avesse sicuramente dedicato il proprio talento anche alla città natale. Un altro elemento di confusione potrebbe essere stato l'esistenza in contemporanea di un altro Pontano, Ludovico Pontano, altro uomo di lettere, anch'egli spoletino; secondo il Maylender però, essendo entrambi vissuti lontano da Spoleto, non avrebbero potuto promuovere l'Accademia.
Lo studioso campellino don Luigi Fausti (1883-1943), nel testo L'Accademia spoletina (notizie storiche) del 1926, dopo un'attenta disamina delle varie ipotesi, conclude definendo la data del 1477 ragionevolmente accettabile, dal momento che nel XV secolo un po' ovunque sorgevano accademie spontanee; è quindi plausibile pensare che Spoleto non fosse da meno, anche considerando che nel '400 contava un discreto numero di cittadini dotti, amanti della cultura e delle arti, che si riunivano abitualmente.
Per avvalersi di documentazione attendibile occorre arrivare al 1612 quando gli Ottusi rendono omaggio al vescovo di Spoleto Maffeo Barberini, futuro papa Urbano VIII, con un'orazione recitata da Evandro Campello sul tema Nobiltà ed eccellenza delle api, animali presenti nello stemma della famiglia Barberini. Riuniti a casa Rosari, i convenuti vengono invitati da Bernardino Campello (1594 - 1676) ad "aguzzare di nuovo gli intelletti"; il documento non parla dell'Accademia degli Ottusi come di un'istituzione nuova, ma come prosecuzione di un'attività precedente, rimasta a lungo silente.

### L'emblema dell'Accademia
Lo stemma raffigura un rinoceronte che aguzza l'ottuso corno contro una pietra, sotto il motto "Exacuet". Il significato simbolico è un chiaro invito ai soci ad aguzzare l'ingegno, a non indulgere in spigolosità taglienti tipiche della vita politica e amministrativa, ma ad occuparsi serenamente e in atmosfera del tutto pacifica, di studi storici, archeologici, letterari e agricoli, affinché l'intera città ne tragga beneficio.
Non è possibile stabilire la data precisa in cui l'Accademia prende il nome degli Ottusi. La più antica riproduzione a stampa del rinoceronte è del 1672 e si trova nelle Historie di Spoleto di Bernardino Campello.

### L'attività
Nei secoli l'attività degli accademici spazia fra opere di poesia, prosa, orazioni recitate, arte e disegno, componimenti in versi e in musica, composizioni teatrali, esercitazioni retoriche, gare letterarie, scherzi poetici e dissertazioni di argomenti sia frivoli, sia religiosi, filosofici e letterari.
La famiglia dei conti Campello è quella che più di ogni altra contribuisce a mantenere in vita l'Accademia; il conte Solone di Campello, i figli, i nipoti e i pronipoti, la considerano un'istituzione familiare e come tale la amano e la curano, soprattutto dopo il 1700 quando le adunanze si svolgono a palazzo Campello, in una grande sala con gallerie appositamente costruita e ornata. Per merito loro le frequenti interruzioni delle attività non sono mai diventate definitive.

#### La disputa contro il Marino
Intorno al 1620 si accende un'aspra disputa fra l’Accademia e l'illustre poeta Giovan Battista Marino che, in suo scritto, aveva osato denigrare i letterati spoletini chiamandoli pitocchi. Bernardino Campello, per ordine di tutta l'Accademia, per vendicare tale gratuita ingiuria, scrive un saggio critico assai svalutante nei confronti del Marino, mettendone in evidenza errori, inesattezze e colpe in merito a ogni scienza. Il manoscritto con il titolo La censura dell'Opere del Marini, corredato da sapienti note, viene inviato a Venezia per essere pubblicato, ma il Marino, impressionato dal poderoso attacco, fa intervenire un'importante autorità ecclesiastica, il cardinale Ludovico Ludovisi, per bloccarne la stampa. Pur rimanendo inedito, il lavoro, dottamente elaborato, basta a dare agli accademici spoletini un posto d'onore fra gli accademici del secolo
.

#### I Deliri

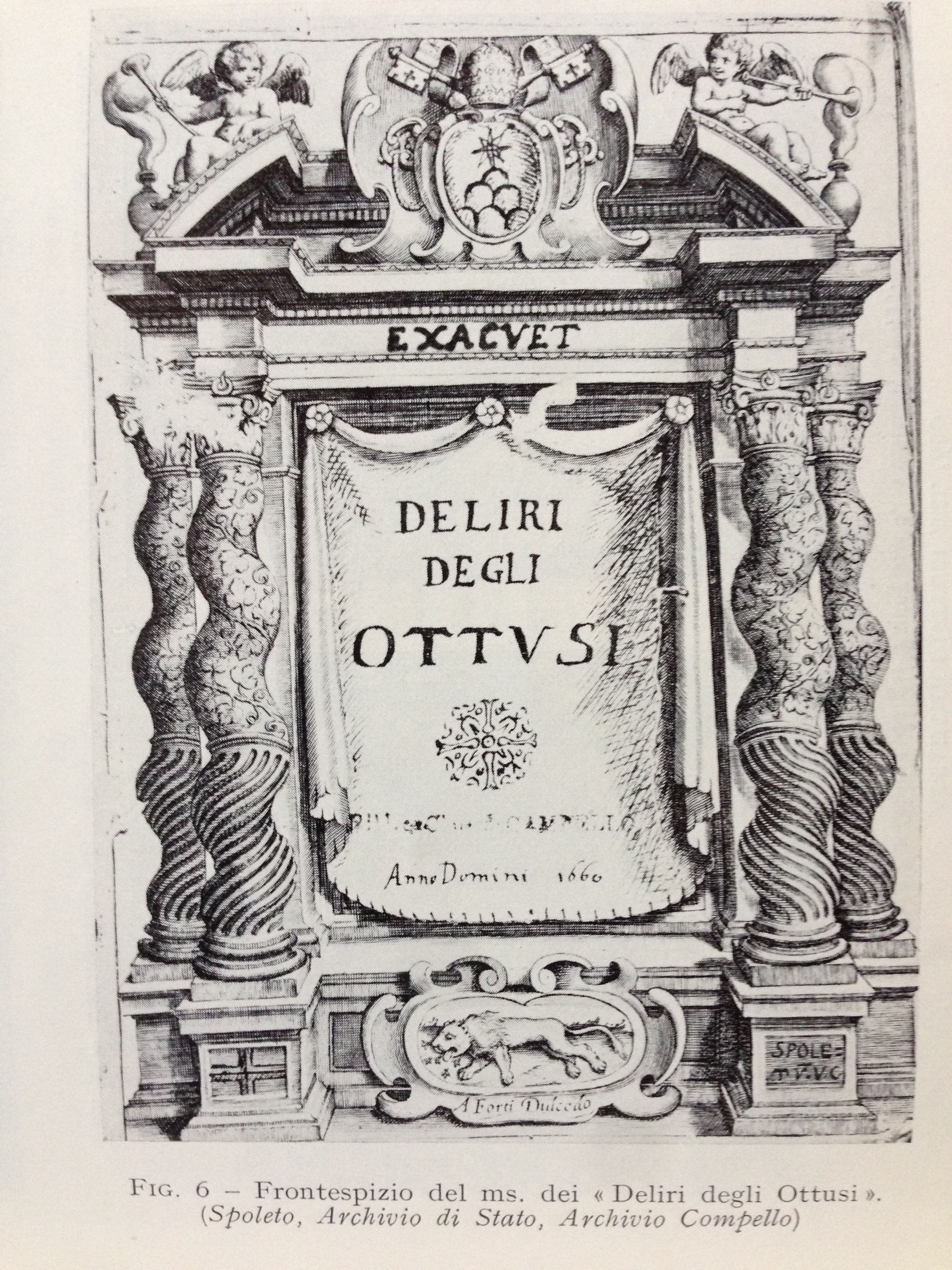
"Deliri degli Ottusi", Accademia degli Ottusi, Spoleto 1660

L'Accademia conosce vari periodi di crisi, lunghe pause si alternano a periodi di risveglio. Dopo la lotta col Marino rimane in silenzio circa 20 anni, fin quando nel 1641 un personaggio illustre, il conte Gerolamo Codecò, diventa governatore di Spoleto; da uomo di lettere, soprattutto cultore della poesia, sprona gli Ottusi a riprendere le fatiche letterarie. Queste fatiche, sviluppate in più adunanze, sfociano in un libercolo dal titolo Deliri degli Ottusi.
Con discorsi eruditissimi vengono affrontati temi frivoli e giocosi come "se sia meglio amar donna bella o brutta"; "Qual parte d'un bel volto, sia più atto a conciliare amore ed a rapire un cuore"; "la gelosia sminuisce amore?"; "Dimostrar più facile la via della virtù che del vitio". Resoconti di altre sessioni del 1660 sono raccolti e pubblicati ancora con il titolo Deliri.
Non solo frivolezze e amenità impegnano gli Ottusi, ma anche severi studi, ricerche e trattazioni spesso date alle stampe, scritti in latino e in volgare, in prosa e in versi. Fra tutte spicca un'imponente  Historie di Spoleti di Bernardino Campello del 1672.

#### Il Nobile Teatro
Succede un altro periodo di inerzia fino al 1660. Il risveglio questa volta si concentra in un settore del tutto nuovo: il teatro. Bernardo Luparini, Domenico Monti, Loreto Vittori e ancora Bernardino Campello, scrivono componimenti teatrali e musicali che vengono rappresentati nel solito teatro negli anni 1660 - 1666. Pur non essendo mai citato il nome del teatro, che probabilmente era solo una grande sala munita di palco per gli attori, è ragionevole supporre che fosse il Nobile Teatro, l'attuale Teatro Caio Melisso. L'attività teatrale richiama personaggi illustri ad assistervi, provenienti da città vicine e anche da Roma, tanto da procurare celebrità e fama all'Accademia.

#### Settecento e ottocento
A causa di un tremendo terremoto nel gennaio del 1703 l’Accademia rimane in silenzio fino alle celebrazioni nel 1718 per l'elezione a pontefice di Innocenzo XIII; ancora nel 1772 gli Ottusi si riuniscono in onore del nuovo vescovo di Spoleto Francesco Loccatelli. Ulteriore silenzio sarà imposto dalle guerre napoleoniche dal 1805 fino al 1819.
Nonostante lunghi tempi inattivi, l'Accademia vive periodi molto fecondi e continua ad aggregare le menti più elette della città per tutto l'800.

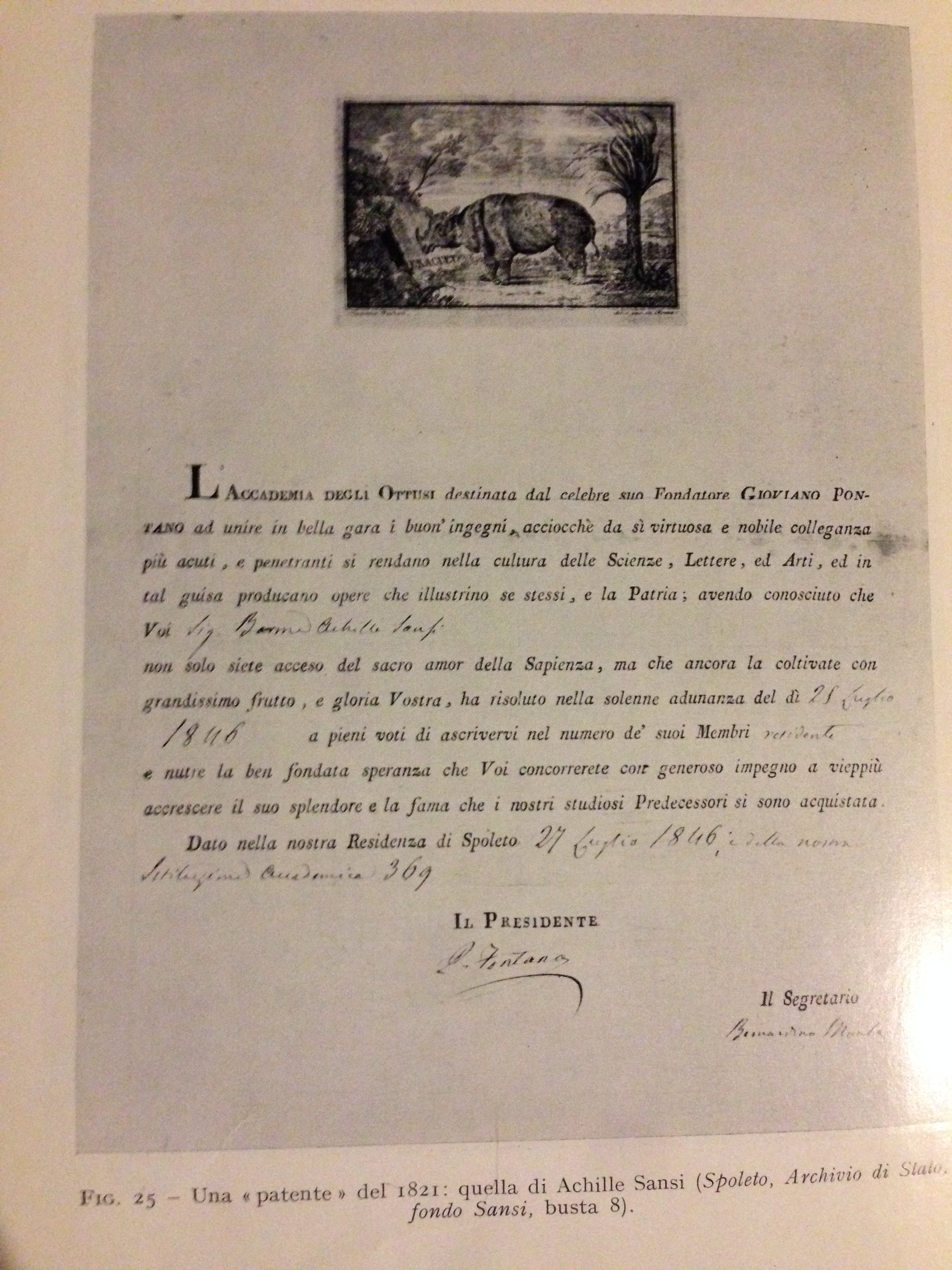
Patente del 1846 a Achille Sansi

Intorno alla metà dell'800, sotto la guida di Achille Sansi (13 ottobre 1822 - 5 maggio 1891) e di Pietro Fontana (2 febbraio 1775 - 31 maggio 1854), l'Accademia svolge soprattutto studi agricoli e inaugura la consuetudine dei comizi agricoli che preludono alle moderne cattedre di agricoltura; vengono tenuti in tutta l'Umbria e favoriscono nuovi studi sui metodi di coltivazione, su questioni scientifiche, mediche e sulla storia del territorio. Il risultato sono numerose pubblicazioni con sigillo accademico, prevalentemente inerenti alla storia di Spoleto.
Nel 1858 l'Accademia Spoletina avvia un'altra importante iniziativa culturale: l'apertura di una biblioteca pubblica, resa possibile grazie al contributo economico dell'Accademia e alla collaborazione col comune di Spoleto. 

#### Dal novecento ad oggi
Dal 1901 il nome degli Ottusi è sostituito dalla più semplice dicitura: Accademia Spoletina. 
Durante tutto il secolo l'Accademia ha continuato l'opera di promozione degli studi e della cultura letteraria, storica, artistica e scientifica a beneficio della città. Nel 2015 L'Accademia delibera di ritornare al nome Accademia degli Ottusi.
Nel primo novecento la vita accademica è caratterizzata dalla presenza di personaggi chiave per la cultura cittadina, come Giuseppe Sordini, Luigi Fausti e Pasquale Laureti, mentre la famiglia Campello continua il suo ruolo di stimolo e di guida.
Vengono istituiti nel 1926 corsi di cultura, articolati in una serie di conferenze di argomento vario: storico-letterario, artistico, scientifico. Dureranno con successo fino al 1934.
Nel 1951 si registra un'attività che ben presto esce dall'ambito strettamente accademico e comincia a vivere di vita propria: il I Congresso di Studi Longobardi, a cui aderiscono quasi tutte le Università italiane; vi partecipano autorevoli studiosi, non solo italiani, e l'iniziativa riscuote un grande successo, tanto da indurre l'Accademia a istituire a Spoleto il Centro italiano di studi sull'alto medioevo, istituzione scientifica di prestigio nazionale e internazionale.
Dal 1957 assume la pubblicazione della rivista d'arte, storia e cultura Spoletium, fondata da Giovanni Antonelli, precedentemente edita dall'Azienda Autonoma di Soggiorno di Spoleto.
Attualmente è governata da un novemvirato che elegge un presidente, un segretario e un tesoriere. Riceve un contributo annuale dal Ministero per i beni e le attività culturali e aiuti finanziari da banche locali. 
Promuove borse di studio e svolge attività editoriale.
Dal 2010 annualmente presenta l'iniziativa Eccellenti, una rassegna di personalità dell'arte, cultura, scienza ed economia; protagonisti sono spoletini emergenti nella loro professione, oppure affermati studiosi o ricercatori universitari.

## Soci illustri
Fra i suoi soci vi erano i cittadini più nobili e illustri, ma anche uomini di cultura provenienti da altre regioni italiane, che si dedicavano agli studi letterari e storici, alle composizioni poetiche e agli spettacoli teatrali. Tra loro:
Girolamo Gigli, Antonio Canova, Giuseppe Gioachino Belli, Francesco Torti, Luigi Biondi, Giovanni Battista Pianciani, Lorenzo Magalotti, Giovan Battista Vermiglioli, Jacopo Ferretti, Rosa Taddei, Feliciano Scarpellini, Sebastiano Purgotti, Cosimo Ridolfi, Giovanni Eroli, Giuseppe Marchi, Assunta Pieralli, Angelo Secchi, Angelo Mai, Gino Capponi, Maria Alinda Bonacci Brunamonti, Domenico Gnoli, Ersilia Caetani Lovatelli, Isidoro Carini, Fedele Lampertico, Ugo Ojetti, Michele Stefano de Rossi, Cesare Cantù, Giovanni Cozza, Rodolfo Lanciano, Augusto Conti, Pasquale Villari, Vito Fornari, Luigi Fumi, Enrico Cenni, Augusto Alfani, David Silvagni, Marco Tabarrini, Nicolò Barozzi, Guido Baccelli, Vincenzo Ansidei, Serafino Frentanelli Cibo, Michele Faloci Pulignani, Sebastiano Rumor, Gian Battista Coniglio, Almerico da Schio, Eugenio Bormann, Ruggero Bonghi, Alessandro Manzoni, una lettera scritta di suo pugno è conservata nell'archivio dell'accademia.

## Altre accademie a Spoleto
Secondo alcune fonti a Spoleti sorsero altre Accademie successive agli Ottusi:
- Accademia dei Lunatici, sorta nella seconda metà del XVII secolo, si occupava prevalentemente di spettacoli teatrali[24]
- Accademia degli Imperfetti con il motto Perficere est animo
- Accademia dei Dubbiosi con il motto Nec fallit euntes
- Accademia delle Erbette istituita da Evandro Campello e Giuseppe Racani, col motto Inde vigor
- Accademia de Recitanti o de Sbattuti col motto Propius videt astra[25]